# أميد الصوديوم
أميد الصوديوم هو مركب كيميائي له الصيغة NaNH2 ، وهو من المركبات التي لها استخدامات خاصة عديدة في الكيمياء العضوية.

## الخواص
- أميد الصوديوم شره جداً للماء ولهذا السبب يستخدم في اصطناع النيلة وفي تحضير الهيدرازين.

## التحضير
يحضر من تمرير الأمونيا على فلز الصوديوم بين درجتي الحرارة 200 - 300°س.

## الاستخدامات
- يدخل في تحضير سيانيد الصوديوم وايضأ يدخل في تحضير أزيد الصوديوم وله العديد من التطبيقات كعامل لإدخال الزمرة الأمينية.
- يستخدم لتحضير الألكاينات حيث يحرض أميد الصوديوم عملية انتزاع جزيئتي بروميد الهيدروجين من ثنائي بروموألكان يحوي ذرتي بروم متجاورتين في البنية الجزيئية.

على سبيل المثال يحضر مركب فينيل الأسيتيلين من تفاعله مع أميد الصوديوم  كما تظهر المعادلة أدناه

## السلامة
يجب التعامل بحذر مع هذا المركب لأنه يتفكك بشكل متفجر بوجود الماء، لذلك لا يحبذ تخزينه إنما استعماله فور تصنيعه.